# PTLクラブ
PTLクラブ・主をほめよ（PTLクラブ・しゅをほめよ、The PTL Club別称 "People That Love", "Preachers Taking Loot"）1976 - 1987年)のアメリカ合衆国にあったキリスト教テレビ番組。日本語版も存在した。

## 沿革

### アメリカ合衆国
ノースカロライナ州シャーロットで同名の団体を率いていたジム・ベイカー（又はジム・バカー）、タミー・フェイ夫妻のテレビ伝道番組。

### 日本語版
日本語版の『PTLクラブ・主をほめよ』(The PTL Club "Praise the Lord" は、1980年10月に開始した。日本語版はアメリカ放送のダイジェストを、独特な口調の日本語で吹き替えて、説教の前後に日本でスタジオ収録した素材を挿入したもので、メイン司会者に馬橋キリスト教会（ペンテコステ派単立）主任牧師の新井宏二、サブ司会者に町田クリスチャンセンターの初代牧師だった、日本マクドナルド出身の中川健一が登場した。
続いてアール・エフ・ラジオ日本でも、持ち込みのラジオ番組『PTLクラブ』を開始したが、こちらは1年程で終了した。
1984年4月、諸般の事情から新井が降番して中川がメイン司会者に昇格し、ヨアンナ・ディック（Ioanna Dick、現姓：スィラヴァン Sillavan、元ファッションモデル、大池キリスト教会）をアシスタントに起用し、説教や信者の告白に司会者が脇目も憚らず貰い泣きするという、"Praise the Lord" の番組形式を踏襲したものの、1985年にはキリスト教テーマパーク『楽園USA』（Heritage USA）への過剰投資と献金額の頭打ちからPTLクラブ本部の財政難が深刻化したため、PTLクラブの日本事務所『PTLクラブジャパン』への資金供与が途絶。これにより『PTLクラブジャパン』が置かれていた日本アッセンブリーズ・オブ・ゴッド教団で内紛が勃発し（詳細次項）、同年末を以って中川が離脱、降番した。
1986年1月以降は、中川が主幹として立ち上げた新団体ハーベスト・タイム・ミニストリーズが、別番組『ハーベスト・タイム』の制作配給に着手した。これが2010年まで続いた。

### 『ライフ・ライン』と教団の迷走
一方、中川が出演しなくなった『PTLクラブ・主をほめよ』は、スティーブ・フォックス（元ゴダイゴ）とヨアンナの司会に交替したが、1987年4月にはネット局が14から7（後に5）に半減、更にベイカー夫妻に不倫・麻薬・背任・脱税スキャンダルが続々と発覚してPTLクラブ本部が活動停止状態に陥り、"Praise the Lord" の制作配給も中止されたため、同年7月以降『ライフ・ライン』に番組名と内容を刷新してベイカー色の払拭に努め、ディック姉妹、井上博元、久米小百合（芸名：久保田早紀、めじろ台キリストの教会員、2007年には『パワー・フォー・リビング』のトラクトに起用）らが司会するようになった。
ベイカーには懲役45年、罰金50万ドルの実刑判決が下されたが、不可解な政治的圧力（下記参照）で18年に減刑された末、たった5年間の服役で出所し、2003年よりテレビ伝道に復帰している。また『PTLクラブジャパン』は、ベイカー事件直後に総主事ロバート・フラハン（Robert Houlihan）が離日し、『CTMジャパン』に改称した。
日本アッセンブリーズ・オブ・ゴッド教団は、この『PTLクラブ・主をほめよ』のみならず、劇的な説教と辛辣な他宗派攻撃で知られた『ジミー・スワガート・アワー』（1980年4月～1988年2月、林忠男とルーシーが担当）や、趙鏞基が率いる汝矣島純福音教会（進出窓口は全日本福音宣教会。林時漢、大久保みどり）の『幸福への招待』の日本語版の制作配給も手掛けていたが、以上の3番組は総てアッセンブリーズ・オブ・ゴッド傘下の海外メガチャーチによるもので、これらの日本語版制作の他に、『ビリー・グラハム伝道大会』の日本側コーディネーターも、同教団の吉山宏が務めていた。
1988年2月以降、スワガートにも不倫・買春スキャンダルが発覚し、アッセンブリーズ・オブ・ゴッド総会で除名決議が下されたため、日本の『ジミー・スワガート・アワー』も急遽放映中止された。一連の混乱を受け同年12月、CTMジャパンは全資産を太平洋放送協会（PBA）に譲渡し、PBAテレビ部（PBA･CTM / Christian Television Ministries, Pacific Broadcasting Association）として吸収合併されたことで、ペンテコステ派の単独番組だった『ライフ・ライン』は、1989年2月より題名同一のまま新教系超教派合同の穏健な内容に一変し、出演者とスポンサーも全面的に刷新して現在に至る。
この合併を不服とする吉山は、1991年に自前の伝道番組『ゴスペルアワー』（ゴスペルアワー伝道団こと日本アッセンブリーズ・オブ・ゴッド教団小岩栄光キリスト教会、千葉テレビ放送）を持ち独立した。